# Ephraim Magdalus Møller
Ephraim Magdalus Møller (20. august 1819 i Skagen – 20. marts 1895 i København) var en dansk jurist og kreditforeningsdirektør.
Møller var ansat på Sæbygård godskontor 1836-37 og dernæst på herredskontoret i Hjørring 1837-39. Han blev exam.jur. 1840 og boede i København 1840-44. 1844 vendte han tilbage til Jylland som by- og herredsfuldmægtig i Holstebro og konstitueret by- og herredsfoged i samme by 1847-48. Han kom så til Lemvig, hvor han også var by- og herredsfuldmægtig 1848-49 for så at blive fuldmægtig ved Ringkøbing Amt 1851. Møller var prøveprokurator ved underretterne i Ringkøbing Amt fra 1856 og prokurator i Ribe Stift fra 1858.
Han nedsatte sig derefter som sagfører i Ringkøbing 1858. To år efter var han medstifter af Den vest- og sønderjydske Kreditforening, og i 1874 forlod han sin sagførerpraksis for at blive direktør for kreditforeningen, hvilket han var frem til 1888. I mellemtiden havde han fået koncession på anlæg og drift af Silkeborg-Herning Jernbane 1874. Banen blev sat i drift 28. august 1877.
E.M. Møller blev kammerråd 1860, Ridder af Dannebrog 1875 og etatsråd 1885. Møller købte 1888 landstedet Store Mariendal i Hellerup, hvor han tilbragte sine sidste år. Han døde i 1895. Han havde stiftet et legat: Etatsraad E.M. Møller & Hustrus og Døtres Familielegat.
Hans indsats for den jyske kreditforening er emnet for en biografi om ham, udgivet 1919 af C.A. Clemmensen: Etatsraad E. Møller. Den vest- og sønderjydske Kreditforenings Stifter. 1819 – 18.august – 1919. Et Mindeskrift. 1919.
Han er begravet på Holmens Kirkegård.